# Oksassaari
Oksassaari är en ö i sjön Leppävesi i Finland. Den ligger i sjön Leppävesi och i kommunen Jyväskylä i den ekonomiska regionen  Jyväskylä  och landskapet Mellersta Finland, i den centrala delen av landet, 240 km norr om huvudstaden Helsingfors. Öns area är 29,5 hektar och dess största längd är 1,5 kilometer i nord-sydlig riktning.